# スタンフォード・ムーア
スタンフォード・ムーア（Stanford Moore、1913年9月4日 - 1982年8月23日）は、アメリカ人の生化学者。リボヌクレアーゼの研究を行い、その化学構造と触媒活性のついて理解を深めた業績に対し、1972年のノーベル化学賞が贈られた。
イリノイ州シカゴ生まれ。彼はナッシュビル大学に入学し、ヴァンダービルト大学を首席で卒業した。ここでは1935年に男性社交クラブであるΦΚΣ（ファイ・カッパ・シグマ）のメンバーとなり、1938年にウィスコンシン大学から有機化学の博士号を授与された。その後、ロックフェラー研究所（後のロックフェラー大学）の研究者となり、1952年に生化学の教授となった。